# Pastor Troy
Pastor Troy (nacido en College Park, Georgia, como Micah Levar Troy, el 18 de noviembre de 1977) es un rapero estadounidense. Sus canciones son llamativas por la combinación que hace de las calles y la religión, dado que ambos temas tuvieron mucho que ver en su infancia.

## Biografía
Troy creció con su padre, que fue un instructor del ejército, que siempre intentó guiar a Troy por el camino correcto. Por eso, Troy creció en la iglesia, y recibió muchas tentativas que podrían satisfacerle económicamente, pero que iban en contra de lo que le habían enseñado desde pequeño. Se crio en Augusta, Georgia, pero después se mudó a Atlanta, donde acudía al Creekside High School. A Troy le ha influido mucho en sus letras todo tipo de aspectos que ha vivido y ha visto en las calles.
El álbum Universal Soldier contiene una mezcla de las calles con la religión.
Pastor Troy también ha participado en el Back for the First Time de Ludacris, en el tema "Get Off Me" y en el álbum de su amigo Lil' Jon, Kings of Crunk en la canción "Throw it Up". Junto con Lil Jon, alcanzó el máximo en las listas de ventas del sur con temas como "Vica Versa" y "Roll Call". White Dawg ha producido canciones para Troy, con especial mención para su colaboración en "FLY BOY." Además, Troy es el líder del grupo DSGB (Down South Georgia Boys). Esta banda solo tuvo éxito con el tema "DSGB".
En 2003, Troy publicó uno de sus álbumes con mayor acogida comercial, By Any Means Necessary. Este álbum contiene hits como "I'm Ridin' Big". Después de sacar el álbum, Pastor Troy rompió su contrato con Universal Records a causa de problemas de creatividad entre ambos, para formar parte más tarde de 845 Ent., que previamente trabajó con Bone Thugs-N-Harmony. Después de esto, publicó Face Off Part 2, que trató de superar a su álbum predecesor con colaboraciones de Big Sam de the Eastside Boyz. En 2005, apareció en el álbum The Sound of Revenge, del emergente rapero en el mundo comercial Chamillionaire.
Para abril ha preparado dos nuevos álbumes, Money and Power y Stay True, cuyo primer sencillo es "Police Can't Break It Up".

## Discografía
- We Ready- I Declare War
- By Any Means Necessary
- Book I: Pastor Troy and the Congregation
- Face Off
- Universal Soldier
- Pastor Troy for President
- Face Off Part 2
- Money and Power
- Stay Tru